# 美女たちの日曜日
『美女たちの日曜日』（びじょたちのにちようび）は、テレビ朝日系列で2015年4月5日から6月28日まで毎週日曜日の10:00 - 11:45（JST）に放送されていたトーク・バラエティ番組。

## 概要
テレビ朝日では2015年4月改編の際に、日曜日の編成改革を行い、これまでの報道情報番組枠だった10時台・11時台をバラエティ枠に刷新。2015年1月4日10:00 - 11:50（第1部）・12:00 - 12:55（第2部）に放送された『美女たちの新年会〜しゃべりまくって幸せになっちゃうぞSP〜』のレギュラー化する形で、本番組が16:30 - 18:00枠に移動する『報道ステーション SUNDAY』の後番組となった。日曜10時枠での報道情報番組以外の番組は『新グリム名作劇場』以来である。
10人の女性ゲストによる「本音トーク」とVTRコーナーで構成されていたが、末期はロケ企画がメインとなっていた。
2015年5月3日には最低視聴率1.2%（ビデオリサーチ調べ、関東地区・世帯）を記録するなど、開始から視聴率が低迷。2015年6月28日放送分を以て打ち切られた。

## 出演者

### MC
- ヒロミ
- 向井慧（パンサー）

### 進行
- 大木優紀（テレビ朝日アナウンサー）

## 主なコーナー
- 今ドキッ旬ワード
- 美女にちすっぴんチェック
- 美女にちグルメ手帖
  - 美女ゲストがお勧めする最新グルメを紹介。
- 美女にちスクール
- 日曜スポットライト
- 幸せぶら美旅

## スタッフ
- ナレーター：皆口裕子[5]
- 構成：すずきB、工藤ひろこ、井上崇、石井秀樹、原木綿子、桜井すぺいし
- TM：福元昭彦
- TD：渡辺晃一
- CAM：石渡剛、廣瀬義幸、辻明徳、児玉芳明、宇崎眞二
- MIX：安藤佳代子
- AUV：志村剛
- VE：山田由香
- VTR：斉藤美和子
- VT：菅原将
- 照明：小倉康裕
- 美術：小林尚弘
- デザイン：山下高広
- 美術進行：清水基恵、森みどり
- 大道具：三宅紀之
- 電飾：青羽亮
- モニター：鈴木久
- 小道具：羽染香樹
- 装飾：武村沙織
- メイク：川口カツラ店
- リサーチ：スコープ
- TK：多田羅英子、吉条雅美
- 編集：市川敏之
- MA：水野貴浩
- 音効：本間孝男、石川知佳
- CG：大見康裕
- 編成：二階堂義明
- 宣伝：尾木実愛
- WEB製作：メディプレ
- 技術協力：テイクシステムズ、テレテック、プラス02
- 美術協力：テレビ朝日クリエイト、グレートインターナショナル
- デスク：佐藤まゆみ
- AP：三田村奈緒子（毎週）/ 佐々木桃子（隔週）
- AD：堀敬介、平田新子、初沢奈保子、清水澄、初谷俊正、黒田拓也、人見洋介、丸山良平、江口諒一、福井直哉
- ディレクター：有賀均、大山祐美、福島竜也、小潟貢司、高山賢一、加藤浩明、水元亨（とおる）、甲斐元気、菅慶彦、辻仁史、阿部正幸
- 演出：小松伸一
- プロデューサー：青山幸光、引地夏規、古宇田龍一、杉山宏道、芦谷譲、平出さとし
- ゼネラルプロデューサー：山下浩司
- 制作協力：K-ten
- 製作著作：テレビ朝日

## ネット局
| 放送地域       | 放送局                       | 系列           | 放送日時           | ネット状況 |
| -------------- | ---------------------------- | -------------- | ------------------ | ---------- |
| 関東広域圏     | テレビ朝日（EX）             | テレビ朝日系列 | 日曜 10:00 - 11:45 | 制作局     |
| 北海道         | 北海道テレビ（HTB）          | テレビ朝日系列 | 日曜 10:00 - 11:45 | 同時ネット |
| 青森県         | 青森朝日放送（ABA）          | テレビ朝日系列 | 日曜 10:00 - 11:45 | 同時ネット |
| 岩手県         | 岩手朝日テレビ（IAT）        | テレビ朝日系列 | 日曜 10:00 - 11:45 | 同時ネット |
| 宮城県         | 東日本放送（KHB）            | テレビ朝日系列 | 日曜 10:00 - 11:45 | 同時ネット |
| 秋田県         | 秋田朝日放送（AAB）          | テレビ朝日系列 | 日曜 10:00 - 11:45 | 同時ネット |
| 山形県         | 山形テレビ（YTS）            | テレビ朝日系列 | 日曜 10:00 - 11:45 | 同時ネット |
| 福島県         | 福島放送（KFB）              | テレビ朝日系列 | 日曜 10:00 - 11:45 | 同時ネット |
| 新潟県         | 新潟テレビ21（UX）           | テレビ朝日系列 | 日曜 10:00 - 11:45 | 同時ネット |
| 長野県         | 長野朝日放送（abn）          | テレビ朝日系列 | 日曜 10:00 - 11:45 | 同時ネット |
| 静岡県         | 静岡朝日テレビ（SATV）       | テレビ朝日系列 | 日曜 10:00 - 11:45 | 同時ネット |
| 石川県         | 北陸朝日放送（HAB）          | テレビ朝日系列 | 日曜 10:00 - 11:45 | 同時ネット |
| 中京広域圏     | 名古屋テレビ（メ～テレ/NBN） | テレビ朝日系列 | 日曜 10:00 - 11:45 | 同時ネット |
| 近畿広域圏     | 朝日放送（ABC）              | テレビ朝日系列 | 日曜 10:00 - 11:45 | 同時ネット |
| 広島県         | 広島ホームテレビ（HOME）     | テレビ朝日系列 | 日曜 10:00 - 11:45 | 同時ネット |
| 山口県         | 山口朝日放送（yab）          | テレビ朝日系列 | 日曜 10:00 - 11:45 | 同時ネット |
| 香川県・岡山県 | 瀬戸内海放送（KSB）          | テレビ朝日系列 | 日曜 10:00 - 11:45 | 同時ネット |
| 愛媛県         | 愛媛朝日テレビ（eat）        | テレビ朝日系列 | 日曜 10:00 - 11:45 | 同時ネット |
| 福岡県         | 九州朝日放送（KBC）          | テレビ朝日系列 | 日曜 10:00 - 11:45 | 同時ネット |
| 長崎県         | 長崎文化放送（ncc）          | テレビ朝日系列 | 日曜 10:00 - 11:45 | 同時ネット |
| 熊本県         | 熊本朝日放送（KAB）          | テレビ朝日系列 | 日曜 10:00 - 11:45 | 同時ネット |
| 大分県         | 大分朝日放送（OAB）          | テレビ朝日系列 | 日曜 10:00 - 11:45 | 同時ネット |
| 鹿児島県       | 鹿児島放送（KKB）            | テレビ朝日系列 | 日曜 10:00 - 11:45 | 同時ネット |
| 沖縄県         | 琉球朝日放送（QAB）          | テレビ朝日系列 | 日曜 10:00 - 11:45 | 同時ネット |

- 2015年6月21日は『第115回全米オープンゴルフ・第3日』（8:00 - 11:00）・『サンデースクランブル・第1部』（11:00 - 11:50、通常より45分前倒し・拡大）のため、休止。